# Superibérica de Rugby
Die Superibérica de Rugby (SIR) war ein Wettbewerb im Rugby Union. Es war die erste Profiliga Spaniens und startet im Anschluss an die vom spanischen Rugbyverband (Federación Española de Rugby) organisierten División de Honor de Rugby. An der einzigen Meisterschaft nahmen sechs Mannschaften teil. Es gibt keine Auf- oder Absteiger. Bei den Mannschaften handelt es sich zwar um Franchises, jedoch werden diese von bestehenden und teils traditionsreichen Rugbyklubs geleitet.

## Geschichte
In der Saison 2007/2008 begann der spanische Rugbyklubverband Asociación de Clubes de Rugby de España (ACR), Überlegungen über die Gründung eines gemeinsamen Profiwettbewerbes mit Mannschaften aus Spanien und Portugal anzustellen. Das Vorhaben scheiterte jedoch am Widerstand einiger Vereine sowie des spanischen Verbandes. Daraufhin begannen die vier Klubs UE Santboiana, CR El Salvador, Bera Bera RT und CRC Madrid, in Zusammenarbeit mit dem bekannten Fernsehmoderator Michael Robinson und dem Veranstaltungsunternehmen Steelman Sports, eine separate Profiliga zu konzipieren. Geplant war zu Beginn eine Meisterschaft bestehend aus fünf spanischen und vier portugiesischen Mannschaften sowie einem Klub aus Gibraltar.
Die portugiesischen Vereine Os Belenenses, Benfica, Direito und Agronomia sowie der Unternehmer Charly Cruz aus Gibraltar erklärten sich zu Beginn bereit, Franchises zu übernehmen, letzten Endes scheiterte das Vorhaben an den finanziellen Bedingungen.
Die Kader bestanden aus 35 Spielern, von denen ein Minimum von 10 einen Profivertrag mit einem Bruttogehalt von mindestens 4.500 € haben müsste. 5 Spieler mussten unter 23 Jahre alt sein und 15 für die Spanische Nationalmannschaft spielberechtigt sein. Jeder Verein hatte zudem 60.000 € Teilnahmegebühren an den Veranstalter Superibérica Sports Events S.L. zu bezahlen und musste über ein Stadion mit einer Kapazität für 2.000 Zuseher und Flutlicht verfügen.
Die Saison 2009 ging wie geplant über die Bühne, Sieger des Bewerbes war Madrid Gatos, jedoch wurde die Superibérica de Rugby sowohl aufgrund der Zerwürfnisse mit dem spanischen Rugbyverband als auch aufgrund finanzieller Schwierigkeiten nach der ersten Spielzeit eingestellt und nicht mehr ausgetragen.

## Finanzierung
Die Hauptsponsoren der Liga waren Powerade sowie Adecco. Technische Sponsoren waren zudem NH Hoteles, Renfe, ASISA, As und JCDecaux.
Die Ausrüstung übernahm der Sportartikel-Hersteller Canterbury of New Zealand.

### Berichterstattung und Fernsehen
Die TV-Rechte hielt das spanische Fernsehunternehmen Sogecable, das an jedem Spieltag eine Begegnung live auf Canal+ übertrug. Die restlichen Spiele wurden zeitversetzt gesendet.

## Modus
Die Mannschaften spielten zunächst ein Rundenturnier mit Hin- und Rückspiel. Für einen Sieg gab es vier Punkte, für ein Unentschieden zwei Punkte. Wurde ein Spiel mit sieben oder weniger Punkten Differenz verloren oder erzielte eine Mannschaft mindestens vier Versuche, gab es einen Bonuspunkt. Die besten Vier qualifizierten sich für ein Final-Four-Turnier. Hier wurde, im Falle eines Unentschieden, zuerst die höhere Anzahl an erzielten Versuchen, dann die an Dropgoals und zuletzt die geringere Anzahl an Karten herangezogen.

## Mannschaften
Die teilnehmenden Teams waren als Franchises innerhalb einer geschlossenen Liga organisiert, es gab also keine Auf- oder Absteiger. Jedoch wurden die Teams von bestehenden spanischen Rugbyklubs geleitet. So stand hinter Madrid Gatos der Verein CRC Madrid, hinter Vacceos Cavaliers CR El Salvador, Basque Korsarioak wurde von Bera Bera RT geleitet, Catalunya Blaus Almogàvers von UE Santboiana, Els Mariners von RC La Vila und Sevilla FC Andalucía Rugby von Helvetia Rugby und gesponsert vom Fußballverein FC Sevilla. Die Kader der Franchises entsprachen allerdings nicht denen der Klubs; geplant war, dass die Teams, ähnlich wie bei anderen als Vorbild dienenden Profiligen, insbesondere der  Pro12 oder der Super 14,  Spieler aus diversen Mannschaften ihrer Region rekrutieren werden. So kooperierte beispielsweise CRC Madrid für das Franchise mit den benachbarten Klubs Alcobendas Rugby, CR Cisneros, CR Liceo Francés und dem Madrider Rugbyverband, Basque Korsarioak und Almogàvers rekrutierten, aufgrund der kulturellen Verbundenheit und der großen Rugbytradition in diesen Regionen, auch Spieler aus dem in Frankreich gelegenen Teil des Baskenlandes bzw. aus Nordkatalonien. Wenngleich Rugby in vielen Landesteilen Spaniens nur eine Randsportart ist, so ist der Sport in universitären Kreisen recht populär. Es wurde zudem Wert darauf gelegt, dass mit dem Baskenland, Katalonien, Valladolid, Madrid, Andalusien und Valencia, die Hochburgen des spanischen Rugbys vertreten sind, da die Dichte an Vereinen dort besonders hoch ist.
Die folgenden sechs Mannschaften waren in der Saison 2009 der Superibérica de Rugby vertreten:
| Mannschaft                 | Region             | Stadion                                                                            |
| -------------------------- | ------------------ | ---------------------------------------------------------------------------------- |
| Madrid Gatos               | Madrid             | Campo de las Terrazas, Alcobendas Campo Central de la Ciudad Universitaria, Madrid |
| Vacceos Cavaliers          | Kastilien und León | Campos de Rugby Pepe Rojo, Valladolid                                              |
| Basque Korsarioak          | Baskenland Navarra | Miniestadio de Anoeta, Donostia-San Sebastián                                      |
| Catalunya Blaus Almogàvers | Katalonien         | Estadi Baldiri Aleu, Sant Boi de Llobregat                                         |
| Sevilla FC Andalucía Rugby | Andalusien         | Estadio de la Cartuja, Sevilla                                                     |
| La Vila Mariners           | Valencia Murcia    | Nuevo Estadio de Rugby, Villajoyosa                                                |

## Finalspiele
| Saison | Sieger        | Finalist         | Ergebnis | Stadion                       | Zuschauer |
| ------ | ------------- | ---------------- | -------- | ----------------------------- | --------- |
| 2009   | Madrid Gatos* | La Vila Mariners | 28:28    | Estadio Teresa Rivero, Madrid | 5.300     |

*Höhere Anzahl an erzielten Versuchen (Gatos 2, Mariners 1)